# كليمنس تسيلر
كليمنس تسيلر (بالألمانية: Clemens Zeller)‏ هو منافس ألعاب قوى نمساوي، ولد في 2 يوليو 1984 في كرمس آن در دوناو في النمسا.

## وصلات خارجية
- كليمنس زيلر على موقع الاتحاد الدولي لألعاب القوى (الإنجليزية)